# Xuân quang xạ tiết
Xuân quang xạ tiết (tiếng Trung: 春光乍洩; bính âm: chūnguāng zhàxiè; tiếng Anh: Happy Together) là một bộ phim điện ảnh Hồng Kông thuộc thể loại tâm lý – lãng mạn – chính kịch ra mắt vào năm 1997 do Vương Gia Vệ làm đạo diễn, viết kịch bản và sản xuất, với sự tham gia diễn xuất của ba diễn viên chính gồm Trương Quốc Vinh, Lương Triều Vỹ và Trương Chấn. Tác phẩm xoay quanh mối quan hệ phức tạp giữa hai nhân vật đồng tính, Lê Diệu Huy và Hà Bảo Vinh, trong hành trình từ Hồng Kông đến Argentina để hàn gắn tình cảm nhưng lại phải đối mặt với nỗi cô đơn, xa cách và tổn thương. Kết hợp giữa phong cách kể chuyện phi tuyến tính của Vương Gia Vệ, kỹ thuật quay phim của Christopher Doyle với loạt hình ảnh ẩn dụ, bộ phim khắc họa những chủ đề về bản sắc, cô đơn, cảm giác lưu vong và khát khao được thuộc về của các nhân vật trong bối cảnh chuyển giao Hồng Kông.
Nội dung và những hình ảnh của Xuân quang xạ tiết được lấy cảm hứng từ tiểu thuyết The Buenos Aires Affair của Manuel Puig. Quá trình sản xuất phản ánh phương pháp làm phim ngẫu hứng đặc trưng của Vương Gia Vệ và diễn ra chủ yếu tại Argentina trong vòng 5 tháng, với nhiều thử thách tài chính và bất tiện về địa điểm. Christopher Doyle sử dụng kỹ thuật quay cầm tay và góc quay rộng để tạo ra không gian cảm xúc, đồng thời áp dụng các hiệu ứng ánh sáng và màu sắc để thể hiện trạng thái tâm lý của nhân vật. Bộ phim trải qua một quá trình hậu kỳ bao gồm cắt giảm nhiều phân cảnh, sau đó lấy tiêu đề chính thức là Xuân quang xạ tiết. Vương Gia Vệ lựa chọn các sáng tác tango Argentina của Astor Piazzolla và các bản nhạc quốc tế thể nghiệm để lồng ghép vào phim.
Sau khi ra mắt tại Liên hoan phim Cannes 1997, Xuân quang xạ tiết nhận được nhiều lời khen ngợi từ giới phê bình nhờ chiều sâu tâm lý nhân vật, hình ảnh ấn tượng và diễn xuất xuất sắc của dàn diễn viên chính. Các ấn phẩm liên quan cũng được phát hành như album nhạc phim, đoạn phim hậu trường và sách ảnh. Về sau, Xuân quang xạ tiết được đánh giá là tác phẩm điện ảnh Hồng Kông kinh điển và tiên phong trong việc khắc họa nhân vật đồng tính một cách chân thực, không rập khuôn bệnh lý hóa hay biếm họa, mà tập trung vào mối liên hệ cảm xúc và hiện thực đời sống của họ. Bộ phim có sức ảnh hưởng lâu dài, trở thành biểu tượng của điện ảnh queer châu Á và giúp Vương Gia Vệ trở thành đạo diễn người Hồng Kông đầu tiên giành giải Đạo diễn xuất sắc nhất tại Cannes.

## Nội dung
Xuân quang xạ tiết xoay quanh mối quan hệ giữa Lê Diệu Huy (Lương Triều Vỹ) và Hà Bảo Vinh (Trương Quốc Vinh), một cặp tình nhân đồng tính nam đến từ Hồng Kông trong bối cảnh giữa thập niên 1990. Họ thường xuyên chia tay rồi tái hợp và mỗi lần như vậy, Bảo Vinh là người chủ động nói câu "chúng ta hãy làm lại từ đầu đi", trong khi Diệu Huy lại là người dễ mềm lòng theo lời đề nghị đó. Để cứu vãn mối quan hệ, họ quyết định cùng nhau đến Argentina để thăm thác Iguazu. Tuy nhiên, chuyến đi không như mong đợi, họ bị lạc đường và quyết định chia tay một lần nữa. Diệu Huy hết tiền trở về Hồng Kông nên đành phải ở lại Buenos Aires, tìm kiếm nhiều công việc khác nhau và trở thành người gác cửa tại một quán tango. Trong khi đó, Bảo Vinh sống cuộc sống phóng túng và lăng nhăng. Tình cờ gặp lại lúc Bảo Vinh bị đánh trọng thương, Diệu Huy quyết định chăm sóc anh trong căn phòng trọ nhỏ bé của mình. Cặp đôi có những giây phút hạnh phúc bên cạnh nhau nhưng cũng đầy nghi kỵ và ghen tuông.
Sau khi Bảo Vinh bình phục, mâu thuẫn giữa họ lại nảy sinh, phần lớn xuất phát từ sự kiểm soát của Diệu Huy (anh giấu hộ chiếu của Bảo Vinh) và bản tính không muốn bị ràng buộc của Bảo Vinh. Bảo Vinh cuối cùng cũng rời đi. Trong thời gian này, Diệu Huy kết bạn với Trương (Trương Chấn), một đồng nghiệp người Đài Loan tại nhà hàng Trung Quốc nơi anh chuyển sang làm việc đầu bếp sau đó. Trương là một người đang đi du lịch vòng quanh thế giới và ghi âm giọng nói của những người anh gặp. Trước khi rời Buenos Aires, Trương đề nghị Diệu Huy ghi lại nỗi buồn của mình vào máy ghi âm để anh mang đến "nơi tận cùng thế giới", nhưng Diệu Huy chỉ có thể bật khóc trước máy ghi âm. Sau cùng, Diệu Huy kiếm đủ tiền và quyết định đến thăm thác Iguazu một mình trước khi về Hồng Kông. Tại ngọn thác, anh nhận ra rằng dù buồn bã vì chỉ có một mình ở đó nhưng anh đã có đủ dũng khí để bắt đầu lại. Trong khi đó, Bảo Vinh quay lại căn hộ trống rỗng tìm thấy hộ chiếu của mình, ôm tấm chăn cũ và khóc nức nở khi nhận ra Diệu Huy đã thực sự rời đi. Bộ phim kết thúc với cảnh Diệu Huy dừng chân ở Đài Bắc và tình cờ tìm thấy quán ăn của gia đình Trương. Anh lấy cắp tấm ảnh của Trương và rời đi để lên tàu hỏa quan sát cảnh thành phố trong mưa.

## Sản xuất
Quá trình sản xuất Xuân quang xạ tiết phản ánh phương pháp làm phim đặc trưng của Vương Gia Vệ, đó là tập trung vào sự ngẫu hứng, hợp tác chặt chẽ với đoàn làm phim và hoàn toàn không có kịch bản hoàn chỉnh. Anh phụ thuộc nhiều vào các cộng sự lâu năm như nhà thiết kế/dựng phim Trương Thúc Bình và nhà quay phim Christopher Doyle. Các cuộc thảo luận về Xuân quang xạ tiết thường xoay quanh âm nhạc và văn học hơn là nội dung câu chuyện trực tiếp hay ý nghĩa cụ thể. Đội ngũ làm phim chấp nhận quy trình ngẫu nhiên này, dần khám phá hướng đi và chủ đề thực sự của phim trong quá trình dàn dựng và ghi hình.

### Phát triển
Vương Gia Vệ bắt đầu lên ý tưởng cho Xuân quang xạ tiết từ một số yếu tố cốt lõi như cốt truyện cơ bản, lựa chọn bối cảnh, các diễn viên chính, cùng một số hình ảnh, từ khóa và bản nhạc cụ thể. Một phần phim được lấy cảm hứng từ tiểu thuyết The Buenos Aires Affair (1973) của nhà văn người Argentina Manuel Puig, và đây cũng là tiêu đề của một trong những bản phác thảo cũng như tên gọi ban đầu của phim. Puig được xem là người có sức ảnh hưởng lớn đến Vương Gia Vệ nhờ vào lối tường thuật phi tuyến tính (nonlinear narrative) đặc trưng của ông. Ban đầu, Vương Gia Vệ muốn chuyển thể The Buenos Aires Affair thành phim nhưng anh đã từ bỏ ý tưởng này sau khi bắt đầu vào công đoạn dựng phim mà không rõ lý do. Học giả điện ảnh châu Á Stephen Teo phân tích chủ đề và cho biết Xuân quang xạ tiết có sự tương đồng với tiểu thuyết Hopscotch (1963) của nhà văn người Argentina Julio Cortázar, do cả hai cùng khai thác mối quan hệ phức tạp đầy mâu thuẫn nội tâm và thể hiện cảm xúc khó khăn trong việc tìm kiếm hạnh phúc ở một vùng đất xa lạ.
Ngày 30 tháng 8 năm 1996, Doyle soạn một bản phân tích câu chuyện "đậm chất hình ảnh về 'phong cảnh và không gian'" và tóm tắt cho Vương Gia Vệ. Bản tóm tắt này bao gồm các cảnh quay dự kiến như thác Iguazu (lấy cảm hứng từ họa tiết trên chụp đèn trong một khách sạn tình yêu), cuộc hành trình xuôi về phương nam trên chiếc xe mui trần màu đỏ băng qua những cánh đồng muối Salinas Grandes rồi tiến đến chí tuyến Nam. Bản nháp cũng phác thảo một số diễn biến như cảnh quan hệ tình dục bạo lực dẫn đến chia tay và những cuộc giằng co sau đó của các nhân vật ở Buenos Aires. Theo ý tưởng ban đầu, Hà Bảo Vinh sẽ làm việc trong một quán tango dành cho người đồng tính nam và sau đó ăn cắp một chiếc đồng hồ Rolex để bán lấy tiền chi trả vé về nhà cho Lê Diệu Huy, trong khi Diệu Huy thì làm những công việc lặt vặt. Một điểm khác biệt rõ ràng so với bản chính thức là hai nhân vật chính sẽ hội ngộ ở thác Iguazu. Vương Gia Vệ lấy hình ảnh thác nước làm biểu tượng "năng lượng tình dục" (sexual energy) cho phim.

### Tiền kỳ
Đoàn làm phim có mặt tại Argentina không chỉ để rời xa sự thân thuộc, bối cảnh và mối bận tâm tại Hồng Kông mà còn khám phá những cảnh tượng mới lạ ở quốc gia mới. Qua đó, Xuân quang xạ tiết trở thành tác phẩm điện ảnh đầu tiên của Vương Gia Vệ lựa chọn bối cảnh ở quốc gia bên ngoài Hồng Kông. Quá trình khảo sát địa điểm lý tưởng để ghi hình kéo dài khoảng 30 tiếng đồng hồ trên xe buýt dọc đi đến tỉnh Jujuy ở phía bắc, gần biên giới Bolivia và Chile. Trong thời gian này, Vương Gia Vệ giao cho Doyle nhiệm vụ tìm ra "ý nghĩa siêu hình của chí tuyến Nam". Doyle nghiên cứu về đề tài và liên tưởng đến khái niệm của nhà văn người Mỹ Henry Miller về các nhà thơ bị tha hóa tìm thấy sự phục hưng trong cái chết. Ông đúc kết với đạo diễn đây sẽ là hình ảnh phù hợp với hai nhân vật chính. Vương Gia Vệ thường xuyên lui về nơi tạm trú để sắp xếp lại những hình ảnh và ý tưởng đã tích lũy được.
Hai diễn viên Hồng Kông Lương Triều Vỹ và Trương Quốc Vinh lần lượt được chọn thủ vai Lê Diệu Huy và Hà Bảo Vinh. Vương Gia Vệ đặt tên hai nhân vật chính từ tên thật của thành viên chỉ đạo ánh sáng và trợ lý lấy nét trong đội ngũ làm phim của anh. Nam diễn viên Hồng Kông Lưu Đức Hoa tiết lộ từng được Vương Gia Vệ mời thủ vai Hà Bảo Vinh, nhưng chưa kịp ký hợp đồng thì phân vai này đã thuộc về Trương Quốc Vinh. Nhà phê bình điện ảnh Lâm Dịch Hoa cho biết việc lựa chọn Lương Triều Vỹ và Trương Quốc Vinh đóng chính, vốn là hai diễn viên có tiếng đương thời, khiến cho Xuân quang xạ tiết có sức lôi kéo và hấp dẫn đối với khán giả đại chúng, cũng như giúp họ dễ dàng liên tưởng các chủ đề của phim với cuộc đời họ. Vương Gia Vệ đã typecasting bằng cách dựa vào hình tượng công chúng của cặp diễn viên nhằm giúp khán giả dễ nhận ra vai trò của họ trong phim: Trương Quốc Vinh là người đồng tính điển hình, còn Lương Triều Vỹ thì là người dị tính đóng vai đồng tính.
Vai Trương được bàn giao cho diễn viên Đài Loan Trương Chấn, diễn viên người Mỹ Gregory Dayton đóng vai phụ là một trong những người tình của Hà Bảo Vinh, còn diễn viên Đài Loan Phạm Thực Vỹ (范植伟) thì xuất hiện quần chúng trong phân cảnh quán ăn ở Đài Bắc. Vương Gia Vệ quyết định mời Trương Chấn tham gia là vì anh rất thích diễn xuất của nam diễn viên ở các bộ phim trước. Ca sĩ Hồng Kông Quan Thục Di cũng được phân vai diễn xuất và ghi hình, song các cảnh của bà hoàn toàn bị loại bỏ trong phần hậu kỳ. Thành thử ra, Xuân quang xạ tiết trở thành bộ phim đầu tiên của Vương Gia Vệ không có nhân vật nữ ở cả vai trò chính và vai trò phụ. Xuân quang xạ tiết được sản xuất bởi công ty độc lập của Vương Gia Vệ, Jet Tone Production, cùng các đối tác đồng sản xuất gồm Block 2 Pictures, Seowoo Film Company của Hàn Quốc và Prénom H Co. Ltd. Các công ty Golden Harvest và Kino Entertainment lần lượt phân phối phim tại Hồng Kông và Hoa Kỳ.
Một trong những lý do Vương Gia Vệ chọn quay phim ở Argentina đó chính là chi phí sản xuất ở đây tương đối thấp và chấp nhận được so với tại Úc và Hoa Kỳ. Anh cho biết đoàn làm phim thuê hai nhóm công nhân người Argentina để phục vụ họ trong quá trình quay phim. Doyle chia sẻ rằng đội ngũ sản xuất địa phương ở Argentina từng bị sa thải do những bất đồng về tài chính, chẳng hạn như báo giá 1.500 đô la Mỹ/ngày cho một địa điểm quán bar trong khi chủ sở hữu lại hài lòng với 500 đô la hoặc ít hơn. Họ đã đáp trả bằng cách báo cáo đội ngũ làm phim cho các công đoàn, đưa ra những lời đe dọa và cấm sử dụng một số địa điểm. Ê kíp cũng gặp phải sự chậm trễ trong việc xin giấy phép lao động, buộc hơn một nửa thành viên phải di cư sang Uruguay để tái nhập cảnh Argentina bằng thị thực du lịch 15 ngày mới. Bộ phận sản xuất còn phải dùng đến việc hối lộ để tiếp tục công việc.

### Quay phim

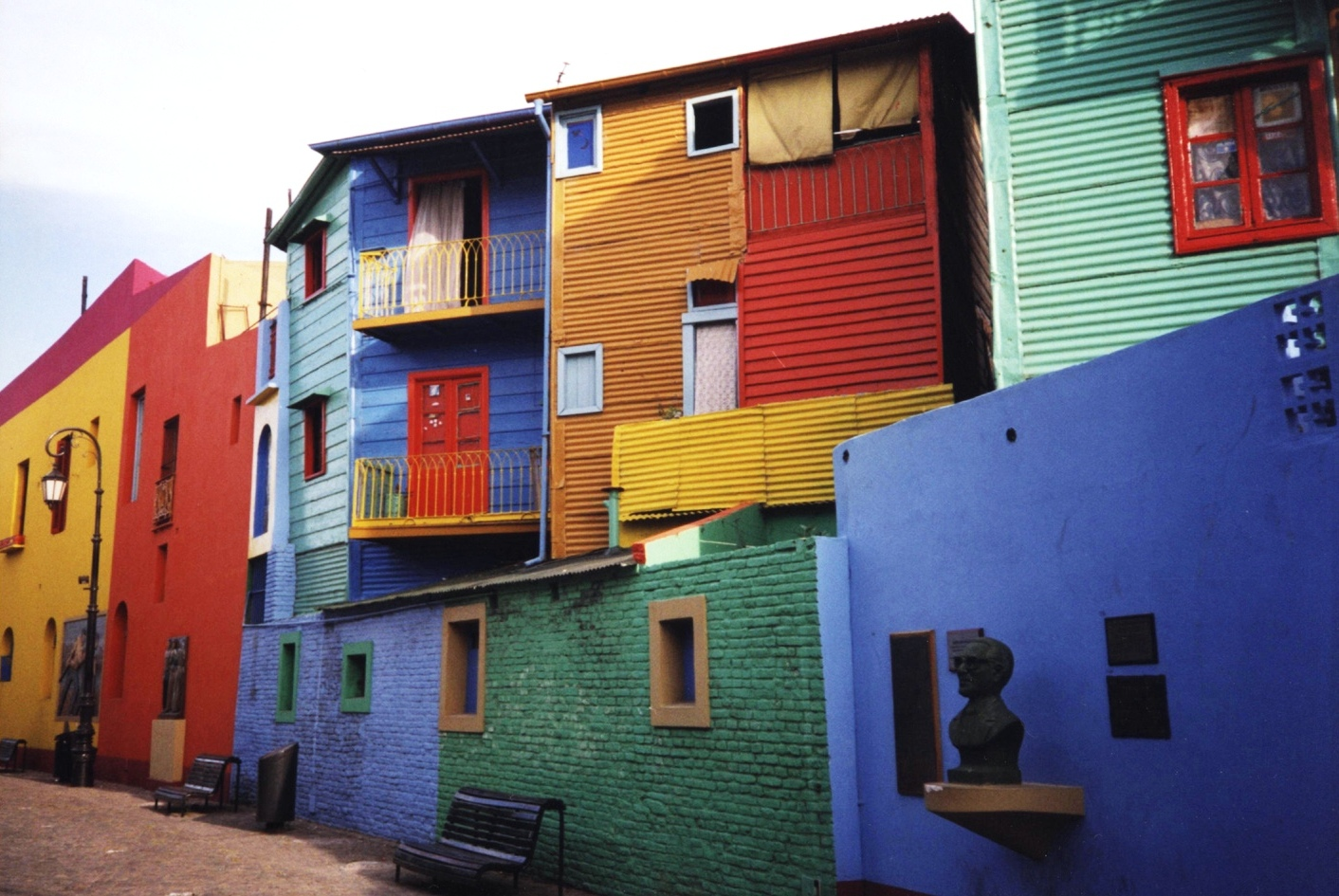
La Boca, Buenos Aires là địa điểm ghi hình đầu tiên của Xuân quang xạ tiết.

Xuân quang xạ tiết bắt đầu bằng những cảnh quay đầu tiên là "không khí" tại La Boca và các khu vực lân cận, bao gồm mặt tiền và mái nhà của khách sạn Rivera. Vương Gia Vệ chọn quay phim ở La Boca không chỉ vì khung cảnh độc đáo mà còn vì muốn tranh thủ cơ hội gặp nữ ca sĩ người Mỹ Madonna tại đây. Doyle đã thử nghiệm nhiều loại kính lọc và tốc độ phim khác nhau để tìm kiếm ý tưởng hình ảnh, cuối cùng ông đã tìm ra được ý tưởng trong một cảnh quay xe buýt lúc hoàng hôn, gợi lên "sự cô đơn, sự ra đi, sự mất mát". Quá trình thực hiện Xuân quang xạ tiết diễn ra một cách cực nhọc và khó tiên đoán do phương pháp làm việc của Vương Gia Vệ dựa trên một cấu trúc lỏng lẻo, nơi câu chuyện được phát triển từng ngày. Thậm chí, Vương Gia Vệ viết kịch bản và đưa vào sử dụng ngay sát giờ quay phim. Nhóm làm phim đã quay rất nhiều "không kính" (空镜; kōngjìng) – những cảnh quay này không chỉ nhằm mục đích thiết lập bối cảnh mà chủ yếu để truyền tải không khí, ẩn dụ và góc nhìn chủ quan.
Phần lớn quá trình quay phim diễn ra tại Buenos Aires và các vùng khác của Argentina từ tháng 8 đến tháng 12 năm 1996. Kế hoạch ghi hình ban đầu chỉ trong khoảng 6 tuần, nhưng đã bị kéo dài thành 5 tháng, khiến cho cảm xúc "lưu vong" của đoàn phim tác động đến bản chất ngẫu hứng của quá trình quay phim. Ngày 10 tháng 9, một buổi chụp ảnh polaroid được thực hiện nhằm tạo dựng một "quá khứ" cho hai nhân vật chính. Cảnh quay đầu tiên của Lương Triều Vỹ và Trương Quốc Vinh là hai người họ hôn nhau dưới tông màu "lạc quan" và sau đó quan hệ tình dục với nhau, tập trung vào yếu tố tình cảm hơn tình dục. Lương Triều Vỹ tiết lộ là đã từng bị Vương Gia Vệ "lừa" bằng cách đưa kịch bản giả, đến khi có mặt tại Argentina được một thời gian thì đạo diễn mới tiết lộ nhân vật của anh là gay và phải ghi hình cảnh nóng vào hôm kế tiếp.
Đoàn phim lựa chọn khách sạn Rivera làm địa điểm trung tâm và đã gặp nhiều sự bất tiện, hay thậm chí xung đột với cư dân khác. Họ đã phải vật lộn lâu ngày với sự thiếu hụt không gian và trang thiết bị như giàn giáo để có được những góc quay đẹp. Quá trình quay phim cũng đối mặt với những căng thẳng tài chính, có lúc đoàn làm phim thiếu tiền ăn do số ngày quay không thường xuyên, chỉ có 10% thời gian của họ ở Argentina được dành cho công việc làm phim. Đoàn làm phim còn phải luôn tính toán lượng phim nhựa còn lại theo từng thước đo và trung bình mỗi hộp phim chỉ quay được một lần. Khi sử dụng hết loại phim cũ, họ phải thử nghiệm một loại phim thay thế cần được tinh chỉnh kỹ hơn và chiếu sáng bổ sung để phù hợp với phần còn lại của phim.
Giữa giai đoạn bấm máy, Trương Quốc Vinh bị nhiễm trùng amip và được cứu mạng nhờ ơn Lương Triều Vỹ chăm sóc anh. Ngoài ra, Trương Quốc Vinh còn vướng bận công việc cá nhân buộc đoàn phim phải thay đổi tuyến truyện cũng như lịch quay, điển hình như cảnh di chuyển đến biên giới phía Bắc ở mở đầu trong kế hoạch đã bị hủy bỏ. Gần đến lúc rời đi, nam diễn viên phải quay gấp rút 3 ngày liên tục, mỗi ngày 20 tiếng để hoàn thành các phân cảnh của anh. Sau khi Trương Quốc Vinh rời đoàn phim, đội ngũ đã tuyển diễn viên đóng thế "phần sau đầu của anh" cho một số cảnh quay. Cuối tháng 10 đến đầu tháng 11 năm 1996, các diễn viên mới Quan Thục Di và Trương Chấn có mặt tại Argentina và gia nhập đoàn phim. Đội ngũ từng phải tạm dừng quay trong một thời gian ngắn, không chỉ để giúp hai diễn viên "thích nghi" mà còn phải tìm cách lồng ghép họ vào phim hợp lý.

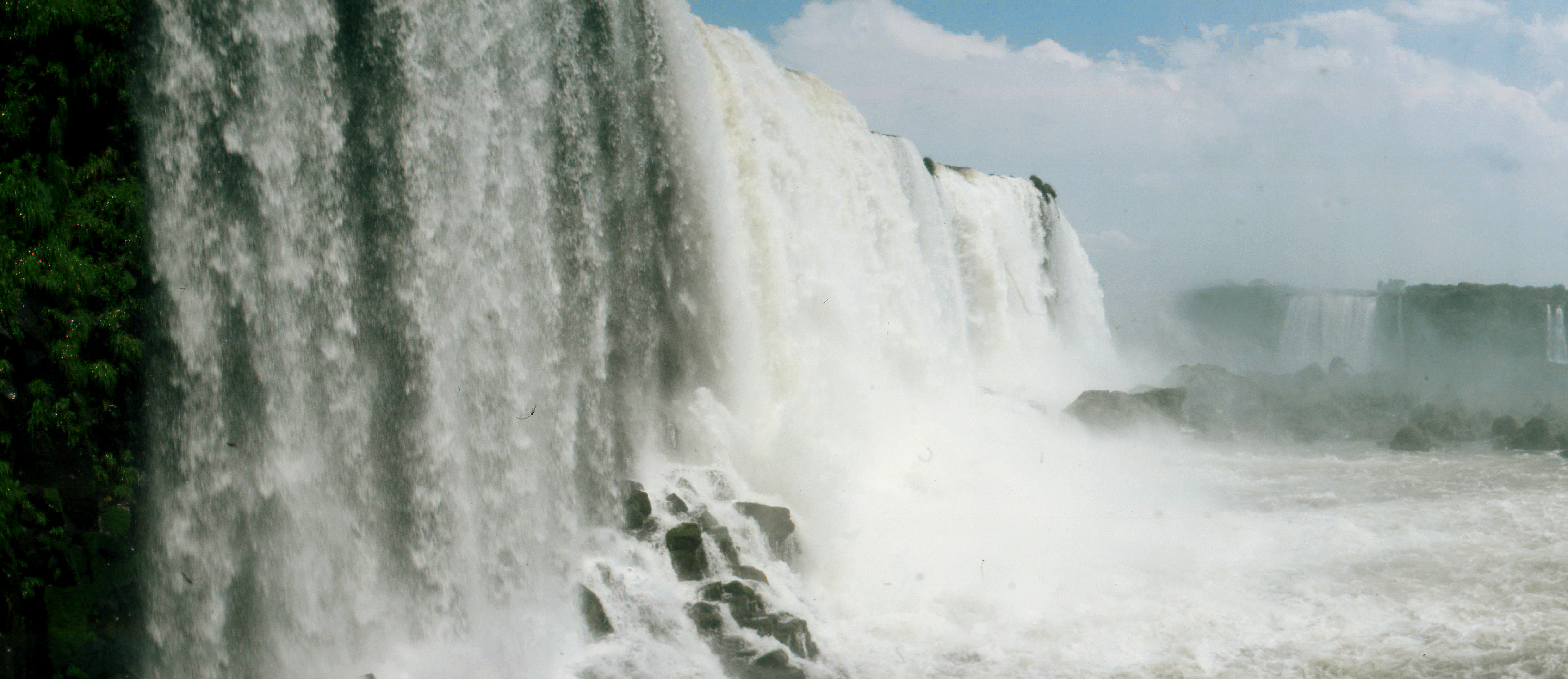
Vương Gia Vệ lấy hình ảnh thác Iguazu trong Xuân quang xạ tiết làm biểu tượng cho mối quan hệ giữa hai nhân vật chính.

Nhà hàng Chino Central (中央飯店) ở trung tâm Buenos Aires được chọn làm địa điểm để ghi hình cảnh của Trương Chấn, Quan Thục Di và Lương Triều Vỹ. Ban đầu, Trương Chấn đã gặp khó khăn khi diễn xuất do không quen với phong cách làm phim ngẫu hứng của Vương Gia Vệ. Vườn quốc gia Iguaçu ở Brasil – vốn có lượng khách du lịch đông đúc – là địa điểm thực hiện các cảnh quay tại thác Iguazu của Lương Triều Vỹ. Do Vương Gia Vệ chưa quyết định kịch bản tại đây nên Doyle và Trương Thúc Bình ghi hình nam diễn viên tại ngọn thác theo hai tình huống: giấc mơ và kết thúc tiềm năng. Doyle đã phải sử dụng trực thăng đặt góc nghiêng 35 độ và thò mình ra ngoài để thực hiện một số góc quay mong muốn tại thác.
Sau đó, đoàn phim có mặt tại Tierra del Fuego, một tỉnh của Argentina được mệnh danh là "nơi tận cùng thế giới" trong phim, để ghi hình Trương Chấn ở đó trong điều kiện ánh sáng độc đáo như bầu trời xanh lúc 10 giờ tối vào mùa hè và phải đảm bảo truyền tải trực quan bản chất trừu tượng của địa điểm. Vương Gia Vệ rời Argentina vào ngày 7 tháng 12, còn Doyle nán lại thêm một tuần để ghi hình các "cảnh quay trống". Doyle hoàn thành công việc của mình vào ngày 10 tháng 12 năm 1996. Đầu năm 1997, đoàn phim chuyển đến Đài Bắc để quay một kết thúc khả thi khác cho phim. Doyle mô tả môi trường làm phim ở Đài Bắc là "đặc thù và hoàn toàn lộn xộn". Cuối cùng, ngày 6 tháng 4 năm 1997, các cảnh quay bổ sung đã được thực hiện tại Hồng Kông.

### Hiệu ứng và phong cách dựng phim
Xuân quang xạ tiết sử dụng phong cách ghi hình bằng máy quay cầm tay chuyển động xuyên suốt, không chỉ để tạo cảm giác tức thời mà còn để biên đạo trạng thái cảm xúc của diễn viên. Kỹ thuật quay phim của Doyle tập trung vào sự gần gũi về mặt vật lý và kết cấu cảm xúc, bằng cách sử dụng ống kính góc rộng cho hầu hết các cảnh quay nội tâm. Theo phân tích của Cathy Greenhalgh, phim cố tình phá vỡ tính liền mạch về mặt hình ảnh thông thường trong điện ảnh thông qua các đoạn jump cut, khung hình không đối xứng, thay đổi tiêu điểm đột ngột và thường xuyên chuyển góc quay đến 180 độ. Xuân quang xạ tiết sử dụng màu sắc high-key kết hợp với phong cách hình ảnh nhiễu hạt, hiệu ứng thay đổi tốc độ khung hình trong cảnh quay kết hợp với ống kính góc rộng. Những thay đổi này giúp tạo ra cảm giác "phê thuốc" và ngưng đọng thời gian trong những khoảnh khắc "quyết định" hoặc "mặc khải".
Greenhalgh cho biết các hiệu ứng ánh sáng, màu sắc và độ phơi sáng trong Xuân quang xạ tiết không chỉ đóng vai trò kỹ thuật dựng phim mà còn là các phương thức biểu đạt. Để bộc lộ các trạng thái cảm xúc khác nhau, Doyle sử dụng nhiều màu sắc bão hòa được tinh chỉnh bộ lọc kết hợp với nhiều nguồn ánh sáng tự nhiên hoặc nhân tạo. Tốc độ phim đôi khi được điều chỉnh trong những khoảnh khắc chuyển động chậm hoặc tua nhanh thời gian cũng giúp làm nổi bật những cao trào cảm xúc hoặc khoảnh khắc nội tâm. Những phân đoạn chỉnh phơi sáng quá mức hoặc quá ít đóng vai trò bộc lộ cảm xúc cô lập hoặc mãnh liệt của nhân vật rõ rệt hơn. Đoàn phim lựa chọn thước phim từ Fuji để thể hiện màu sắc "hoa anh túc" đặc trưng và tăng cường độ hạt trong quá trình tráng phim nhằm tạo cảm giác chân thật. Vương Gia Vệ khẳng định phong cách trắng đen phản ánh yếu tố tâm trạng hơn là hoài cổ.
Về mặt không gian, Xuân quang xạ tiết áp dụng lý thuyết chronotope của nhà nghiên cứu khoa học xã hội Mikhail Bakhtin, gồm ba mô hình "mở", "đóng" và "không gian thứ ba", do bộ phim xoay quanh cả "hành trình tìm kiếm bên ngoài lẫn bên trong" của các nhân vật chính, phản ánh sự theo đuổi "sự hoàn thiện bên trong và sự hòa giải với chính mình." Bên cạnh đó, phần lớn các cảnh quay hành động của Xuân quang xạ tiết diễn ra ở "các địa điểm bên trong và bối cảnh khép kín" với "phương pháp chiếu sáng tối tạo ra tâm trạng co thắt và sợ không gian hẹp", đặc biệt là trong căn hộ của Diệu Huy. Cách quay phim không gian khép kín này giúp củng cố cảm giác bị giới hạn về mặt cảm xúc và thể chất mà các nhân vật trải qua, đặc biệt là trong những giây phút một trong hai người bị buộc phải ở nhà và lệ thuộc vào người kia. Những hình ảnh lặp lại như thác Iguazu vốn "gợi lên cảm giác về sự vô biên và sung mãn tuyệt đối" tượng trưng cho chronotope "mở".
Do phân cảnh chí tuyến Nam được thực hiện muộn hơn kế hoạch nên đoàn làm phim đành phải xử lý hình ảnh bằng cách tận dụng ánh sáng mặt trời buổi chiều kết hợp với đạo cụ trường quay và hiệu ứng phim như thay đổi tốc độ và khẩu độ. Một sự cố máy quay từng vô tình tạo ra phong cách hình ảnh mới cho phim, giúp tô điểm cảm xúc "bị ruồng bỏ" của nhân vật. Các cảnh nội thất được thiết kế "vượt thời gian" và không được chiếu sáng "theo logic" thời điểm trong ngày nhằm tạo ra một thế giới cho hai nhân vật chính "nằm ngoài không gian và thời gian". Để thể hiện lúc nhân vật của Lương Triều Vỹ nhìn lại quê hương từ Argentina, vốn ở phía bên kia thế giới, các đường phố của Hồng Kông được quay theo phong cách lộn ngược.

### Hậu kỳ
Quá trình hậu kỳ của Xuân quang xạ tiết kéo dài hơn 4 tháng là một cuộc chạy đua để kịp thời hạn cho Liên hoan phim Cannes 1997. Sau khi phim được tráng và vận chuyển về từ Argentina, Trương Thúc Bình cắt các đoạn ghi hình thành nhiều phần nhỏ bằng Steenbeck rồi chuyển vào máy tính để Vương Gia Vệ lựa chọn ghép những phân đoạn cắt nhỏ lại với nhau nhằm tạo ra thứ tự tường thuật mà anh mong muốn. Sau đó, Trương Thúc Bình thực hiện công đoạn biên tập hoàn chỉnh cuối cùng cho phim, Vương Gia Vệ xử lý âm thanh vòm Dolby và dựng phim trên hệ thống máy tính Avid Technology, còn Doyle thì tham gia vào việc chuyển đổi đoạn phim. Kết quả là họ có một đoạn ghi hình dài hơn 3 tiếng đồng hồ gồm các cảnh quay giữa các nhân vật, cảnh quay riêng lẻ từng nhân vật, cộng với hai câu chuyện nhỏ bên lề về một y tá tại bệnh viện Buenos Aires và một nữ chủ nhân 17 tuổi của khách sạn Central.
Ban đầu, Vương Gia Vệ muốn định hướng Xuân quang xạ tiết theo "tập hợp nhiều tập" giống Trùng Khánh sâm lâm (1994) và Đọa lạc thiên sứ (1995) nhưng anh đã thay đổi vì lo khán giả sẽ hoài nghi về khả năng kể chuyện của anh, nhất là tại Cannes, cộng thêm việc công ty sản xuất đánh giá là dài lê thê. Ngày 31 tháng 3 năm 1997, Vương Gia Vệ tuyên bố cắt giảm thời lượng bộ phim còn 97 phút và đặc biệt loại bỏ hoàn toàn tuyến truyện của Quan Thục Di. Thông báo đột ngột này khiến cho bộ phận marketing phải hủy bỏ hàng loạt thiết kế quảng bá nhằm xóa tên Quan Thục Di, và áp phích lớn Nhật Bản tại Jet Tone được treo vào ngày 29 tháng 3 từ đó trở thành một tư liệu sưu tập chỉ "có một không hai". Ngoài ra, nội dung phim hoàn chỉnh không có nhiều mối liên quan trực tiếp với The Buenos Aires Affair, tương tự như Đông Tà, Tây Độc (1994) không còn liên quan đến cảm hứng gốc. Vương Gia Vệ ví von công đoạn biên tập và cắt ghép này là "tự hủy" phim thay vì là "xây dựng".
Đỗ Đốc Chi được thuê làm kỹ sư âm nhạc và âm thanh cho phim. Tăng Kính Siêu thì trở thành nhân viên marketing và phụ trách tiếp đón đại diện từ Cannes. Đầu tháng 4 năm 1997, cả Đỗ Đốc Chi lẫn Tăng Kính Siêu phải vội vã tìm cách đến doanh trại nơi Trương Chấn đang phục vụ ở Đài Bắc để thực hiện ghi âm giọng thuyết minh của anh. Lương Triều Vỹ thì được mời đến phòng thu âm 2 hoặc 3 ngày một lần. Ngày 28 tháng 4 năm 1997, Vương Gia Vệ đi theo Đỗ Đốc Chi và nhân viên của vị kỹ sư sang Thái Lan để tạo hiệu ứng kỹ thuật số cho nhạc phim. Theo học giả Asuman Suner, giọng thuyết minh giúp giảm bớt tính nhấn mạnh trong âm thanh đồng bộ. Tiêu đề được đổi thành Xuân quang xạ tiết (Happy Together) trong quá trình hậu kỳ vì Vương Gia Vệ cảm thấy bộ phim không hẳn là câu chuyện về Buenos Aires. Đạo diễn đặt tiêu đề phim tiếng Trung xuất phát từ tên bản dịch cùng ngôn ngữ của phim Ý Blow-Up (1966) do Michelangelo Antonioni đạo diễn, dựa trên câu chuyện từ Cortázar.
Chỉ trong quá trình dựng phim, Vương Gia Vệ mới cảm thấy mình tìm thấy ý nghĩa thực sự của nhiều cảnh đã quay. Anh cho rằng các chi tiết, màu sắc hoặc hành động được quay nhiều tháng trước dường như đã dự đoán trước hướng đi cuối cùng của Xuân quang xạ tiết, giống như "những hình ảnh từ tương lai". Vương Gia Vệ mô tả tác phẩm cuối cùng được chia thành hai phần: phần đầu là "hành động" và phần thứ hai là sự suy ngẫm của các nhân vật về những trải nghiệm của họ. Anh cảm thấy rằng ý nghĩa mà nhân vật của Trương Chấn đem lại cho nhân vật của Lương Triều Vỹ không phải là "tình yêu" mà là "lòng can đảm" và "ý chí sống". Cả Doyle và Vương Gia Vệ đều nhìn nhận Xuân quang xạ tiết là "bộ phim tươi sáng nhất của Vương Gia Vệ theo mọi nghĩa của từ này" với cái kết có vẻ hạnh phúc nhất của vị đạo diễn cho đến nay, trong khi vẫn kết hợp những chủ đề quen thuộc như "thời gian" và "mất mát".

## Phân tích chủ đề

### Mối quan hệ, vai trò giới tính và LGBT
Xuân quang xạ tiết tái hiện những nhân vật đồng tính thường tách biệt xã hội và không hạnh phúc, phù hợp với những hình tượng "chàng trai trẻ buồn" trong điện ảnh Đông Á. Tình yêu đồng tính trong Xuân quang xạ tiết thường được miêu tả là nguồn gốc của đau khổ, trong khi phim muốn hướng đến các nhân vật chính đồng tính được sự quan tâm và đồng cảm, hoàn toàn không cho thấy biện minh nhằm "tự nhiên hóa" đồng tính. Việc đồng tính có phải là yếu tố chính của phim hay không là một đề tài tranh cãi. Một số nhà phê bình ở Hồng Kông nhìn nhận Xuân quang xạ tiết là một câu chuyện tình yêu nhiều hơn là một mối tình giữa hai người đồng giới, và đây cũng chính là quan điểm của Vương Gia Vệ khi thực hiện bộ phim này. Điểm làm nên sự khác biệt của Xuân quang xạ tiết là tập trung xây dựng hình tượng nhân vật thuộc tầng lớp lao động và không tôn sùng cơ thể nam giới, khác với những tác phẩm điện ảnh trước đây thường miêu tả người đồng tính lý tưởng hơn chẳng hạn như Hỷ yến (1993) của Lý An.
Mối quan hệ của giữa Diệu Huy và Bảo Vinh trong Xuân quang xạ tiết là một vòng lặp của những cuộc cãi vã, chia tay và tái hợp bằng lời cầu xin cửa miệng của Bảo Vinh, "chúng ta hãy làm lại từ đầu đi", một câu mà Diệu Huy thừa nhận là không thể cưỡng lại. Vòng lặp "làm lại từ đầu" này cho thấy cả hai người đang tự mâu thuẫn với chính bản thân mình, cố chấp làm lại những ham muốn cho nhau và liên tục xóa bỏ quá khứ. Họ nhìn nhận mối quan hệ đôi bên giống như một "ngôi nhà" mà họ cố gắng xây dựng lại để được bên nhau trong mơ ước. Chính tính cách đối lập giữa sự chân thành, chung thủy, điềm tĩnh, cam chịu và đôi khi nghiêm khắc, chiếm hữu của Diệu Huy với sự vô trách nhiệm, tồi tệ, phóng đãng, bốc đồng, thôi miên, quyến rũ và hào nhoáng tựa như femme fatale của Bảo Vinh đã mang đến cho họ một sự gắn bó "bất khả thi".
Cảnh quan hệ tình dục trắng đen đầu phim đóng vai trò thiết lập mối tình mãnh liệt và nhuốm màu bạo lực của hai nhân vật chính trước khi chia tay, mà theo giáo sư Song Hwee Lim thì là một "chiến thuật gây sốc" lúc đầu để về sau không còn như vậy nữa. Rey Chow gọi phân cảnh hai nhân vật đều muốn ở cạnh nhau đầu phim là một "sự thống nhất hoàn hảo" và cho biết đó có thể là một ký ức hoặc tưởng tượng thời điểm trước khi mẫu thuẫn bởi sự khác biệt nào đó và rồi lại chia tay. Tuy nhiên, mối quan hệ bất ổn và lạm dụng của họ ở Argentina lại thể hiện một căn bệnh ám ảnh về sự lệ thuộc và mang lại đau khổ lẫn nhau. Học giả Caroline Guo cho biết Xuân quang xạ tiết áp dụng chronotope của Bakhtin nhằm diễn đạt cảm giác bất ổn của cặp đôi Diệu Huy và Bảo Vinh, điển hình như "trạng thái tồn tại bị đình trệ" của họ phản ánh mô hình lý thuyết "chronotope of the threshold".
Yếu tố gia đình cũng xuất hiện và là chủ điểm trong Xuân quang xạ tiết, thông qua những phân cảnh Diệu Huy mặc dù mang vẻ ngoài nam tính đại diện cho vai "chồng" nhưng đảm nhận "vai trò chăm sóc từ người mẹ theo quan điểm truyền thống [châu Á]" và lo cho Bảo Vinh khi bị thương. Do cốt truyện thiếu vắng nhân vật nữ nên các nhân vật nam phải gánh vác những vai trò truyền thống của họ. Đây là giai đoạn mà Diệu Huy cho là cả hai hạnh phúc bên nhau nhất trước khi anh lại tiếp tục bị Bảo Vinh bỏ rơi sau khi bình phục. Theo Chow, những cảnh như vậy cho thấy "tình yêu trong tất cả sự lộn xộn của nó" và một mối quan hệ không thể thiếu đi những tình cảm gia đình đời thường, điển hình như chuẩn bị những bữa ăn cho nhau là một trong những nguồn gốc làm nên sự thân mật. Căn hộ chật chội của Diệu Huy và Bảo Vinh trở thành một không gian "vượt thời gian" tách biệt khỏi thế giới bên ngoài. Khái niệm "hạnh phúc bên nhau" của Diệu Huy bắt nguồn từ yếu tố gia đình này, giống như một cuộc hôn nhân mà trong đó anh sẽ đóng cả hai vai trò. Tuy nhiên, giai đoạn ở chung này cũng bộc lộ mong muốn kiểm soát và níu kéo Bảo Vinh của anh.

### Lưu vong và lạc lõng
— Vương Gia Vệ nói về việc lựa chọn bối cảnh ở Argentina
Theo Stephen Teo, Xuân quang xạ tiết thể hiện chủ đề lưu vong qua việc lấy bối cảnh tại Argentina cách Hồng Kông rất xa. Phim bắt đầu bằng cảnh Diệu Huy và Bảo Vinh di dời từ Hồng Kông đến Argentina. Câu nói "chúng ta lạc đường rồi" của Diệu Huy với Bảo Vinh nhấn mạnh họ đã lạc lõng tại một nơi xa xôi lạ lẫm. Họ không chỉ "lạc đường" đến thác Iguazu giữa lúc xe bị hỏng mà còn vì vậy mà "lạc mất" nhau. Sau khi chia tay, hai người đều rơi vào trạng thái lưu vong, nhất là Bảo Vinh. Hình ảnh con đường ban đầu tượng trưng cho một cuộc hành trình chưa hoàn thành và theo Guo, yếu tố tách biệt xã hội của họ được thể hiện rõ hơn về mặt không gian hơn là khác biệt văn hóa. Chiếc chụp đèn hình thác nước trong căn hộ của Diệu Huy đóng vai trò gợi nhắc "miền đất hứa" mà họ đã tìm kiếm nhưng không thể đến được với tư cách là một cặp đôi. Xuân quang xạ tiết cho thấy các nhân vật hoàn toàn nằm ngoài vòng tay của gia đình, và địa vị của hai nhân vật chính thay đổi từ khách du lịch hết tiền đến lao động bất hợp pháp, cuối cùng là trở thành những người di cư. Việc các nhân vật có xuất thân từ bối cảnh châu Á bảo thủ cũng làm nên cảm giác xa lạ và lạc lõng.
Các địa điểm tượng trưng cho cảnh quan đô thị hùng vĩ của Buenos Aires như Đại lộ 9 de Julio không chỉ trái ngược so với bối cảnh ở Hồng Kông mà yếu tố tương phản này còn góp phần xây dựng cảm xúc hỗn loạn theo thời gian cho hai nhân vật chính. Theo học giả Trần Kiếm Mai, trong khi những con đường rộng mở ở Buenos Aires có thể gợi ý về sự tự do, hành trình của Diệu Huy và Bảo Vinh qua Argentina lại mang đến "cảm giác lạc lõng khó tả". Đất nước Argentina có thể được nhìn nhận là một "thế giới dị biệt" (heterotopia) đối với Hồng Kông khi quốc gia rộng lớn mang trọng tâm nông nghiệp này đem đến những bối cảnh thuộc địa cũ và nhập cư. Xuân quang xạ tiết phá vỡ các khuôn mẫu phim đường trường, làm nổi bật góc nhìn không phải của người Mỹ và biến hội chứng sợ không gian kín thành một "thế lực nuốt chửng" qua những cảnh quay hành lang và thác nước. Trong phim, Diệu Huy thể hiện cảm xúc lưu vong và nỗi nhớ quê hương tại Hồng Kông bằng cảnh quay thành phố theo phong cách lộn ngược.
Nơi ở của Diệu Huy và Bảo Vinh tại La Boca, một khu ổ chuột dành cho người nhập cư, cho thấy hoàn cảnh khó khăn và thiệt thòi của họ. Ngay cả điệu nhảy tango cũng bắt nguồn từ những khu ổ chuột như vậy, song trở thành một trong những yếu tố hâm nóng tình cảm của cặp đôi bằng phân cảnh khiêu vũ "hạnh phúc bên nhau". Từ khóa "mái ấm" biểu thị không chỉ là một nơi trú ẩn mà còn là lý tưởng về "hòa nhập chính yếu" mà khi mất đi sẽ tạo ra nỗi nhớ nhà sâu sắc. Việc Diệu Huy một mình đến thăm thác Iguazu không chỉ đại diện cho "sự viên mãn đã mất" mà còn là nơi để tính toán, cho phép anh đối mặt với cảm xúc của mình. Tại thác nước, câu nói của anh "tôi cảm thấy rất buồn; tôi nghĩ đáng lẽ ra cả hai chúng tôi phải đứng tại đây" đi kèm theo hai phút chiếu cảnh cảnh thác nước trút xuống dưới vực thẳm, được giới học thuật miêu tả là tượng trưng cho sự vắng mặt, cái chết, sự trống rỗng trong cuộc sống hoặc mối quan hệ không lành mạnh giữa Diệu Huy và Bảo Vinh.

### Cô đơn và xa cách
Xuân quang xạ tiết mang đậm yếu tố "bên nhau và xa nhau" trên nhiều phương diện và khám phá nỗi cô đơn bản chất của con người bắt nguồn từ việc không có khả năng vượt qua nhu cầu cá nhân. Những chi tiết này được thể hiện rõ ở những lần Diệu Huy và Bảo Vinh thường xuyên cãi nhau và chia tay, tạo ra khoảng cách tình cảm sâu sắc ngay cả khi ở gần nhau về mặt thể xác. Họ trở nên cô độc nhiều hơn là do yếu tố xa lánh về mặt không gian tại Buenos Aires, kèm theo những hình ảnh tương phản giữa sáng và tối của phim. Yếu tố bối cảnh đời thực như khủng hoảng tài chính châu Á và suy thoái kinh tế ở Argentina ảnh hưởng đến quá trình dựng phim và tâm trạng của Xuân quang xạ tiết, định hình nên chủ đề về sự xa cách và bất ổn.
Tựa đề tiếng Anh Happy Together của phim không chỉ gợi lên việc đoàn tụ bất khả thi theo Chow mà còn đặt ra những câu hỏi về bản chất của hạnh phúc theo nhà phê bình Jeremy Tambling. Xuân quang xạ tiết cho thấy "hạnh phúc bên nhau" phần lớn là nỗi thất vọng, khó có thể thực sự bên nhau và toát lên nỗi cô đơn tiềm ẩn. Đối với Diệu Huy và Bảo Vinh, họ không thể có được một "mái ấm" lý tưởng, chính là cuộc đời bình yên và tình yêu êm đẹp. Giây phút bên nhau của họ luôn là một cuộc chiến khi cả hai đều luôn muốn kiểm soát nhau, thao túng lấy nhau và chứng minh mình là ai trong một mối quan hệ. Theo ý kiến của học giả Chung Chin-Yi, với nội dung như vậy thì các tiêu đề tiếng Anh như Lonely Together hoặc Miserable Together sẽ phù hợp hơn. Ethel Chong cảm thấy tựa phim tiếng Anh mang hàm ý mỉa mai cho mối quan hệ giữa Diệu Huy và Bảo Vinh. Vương Gia Vệ cho biết ý nghĩa tiêu đề phim, về mặt chính trị, là hy vọng "tất cả chúng ta đều có thể hạnh phúc bên nhau sau năm 1997, nhưng không ai có thể quyết định trả lời xem điều gì thực sự sẽ xảy đến vào ngày 1 tháng 7 năm 1997." Anh phủ nhận tiêu đề có liên quan đến mối quan hệ giữa Hồng Kông và Trung Quốc.
Xuân quang xạ tiết cho thấy những hành vi nam giới dị tính thông thường có sự liên kết với cảm xúc cô đơn và tuyệt vọng. Sau khi Bảo Vinh bỏ đi, Diệu Huy thường xuyên thể hiện nỗi cô đơn và chán nản. Đỉnh điểm, anh đến thăm thác Iguazu một mình để đắm mình vào thiên nhiên, bày tỏ rằng đây là lần chia tay Bảo Vinh cuối cùng cũng như trong lòng buồn bã vì hai người không thể cùng nhau có mặt ở đó. Thay vì thổ lộ nỗi buồn ra bên ngoài, anh lại cười đắc thắng vì "đã thoát khỏi mối quan hệ đổ nát". Chung Chin-Yi ví trải nghiệm của Diệu Huy là một "thảm họa" lúc anh trở nên suy sụp và bật khóc vào máy ghi âm của Trương. Nguyên nhân chính xác khiến anh rơi nước mắt vẫn còn mơ hồ. Cũng theo Chung Chin-Yi, rất có khả năng là do Diệu Huy bất hạnh và đau khổ vì mối tình với Bảo Vinh, và càng không thể quên được chấn thương do chủ nghĩa khoái lạc ích kỷ của đối phương gây ra.
Phân cảnh Diệu Huy gửi thư cho cha mình ở Hồng Kông, người mà anh cãi nhau về việc ăn cắp tiền trước khi lên đường cùng Bảo Vinh, là một chi tiết tuy nhỏ nhưng làm bật lên về việc chia cắt gia đình và con trai bất hiếu với cha. Lúc Diệu Huy giấu hộ chiếu của Bảo Vinh trong một hành động kiểm soát đầy tuyệt vọng, sự bạo lực và lệ thuộc tình cảm của cả hai không chỉ dẫn đến mối quan hệ rạn nứt mà còn đem lại cảm giác cô đơn nhiều hơn tình yêu đích thực. Về sau, Diệu Huy trở nên thân thiết với Trương. Sau khi Trương vô tình là nguyên nhân khiến Diệu Huy chia tay với Bảo Vinh, Diệu Huy từ lúc đó mới nhận ra được ý nghĩa của một mối quan hệ mới mà đôi bên quan tâm và chăm sóc nhau nhiều hơn.

### Bản sắc và thuộc về
Xuân quang xạ tiết theo đuổi đề tài tìm kiếm cảm giác thuộc về (belongingness), thông qua cách hai nhân vật Diệu Huy và Bảo Vinh luôn muốn xây dựng một mái ấm. Việc lựa chọn bối cảnh sinh hoạt ở La Boca lại cho thấy họ có bản sắc là những người nước ngoài đang tìm kiếm một nơi ở một thế giới mới. Bộ phim kết hợp hoạt động văn hóa địa phương của Argentina như điệu tango, bóng đá với trò chơi truyền thống châu Á như mạt chược để tượng trưng cho sự giao thoa văn hóa và hòa trộn bản sắc. Hành trình của Diệu Huy từ Hồng Kông đến Argentina, sau đó là Đài Loan và trở lại Hồng Kông đòi hỏi anh phải nhập vai nhiều danh tính khác nhau và điều chỉnh "ý thức bản sắc" của mình theo tập quán của những nơi đó. Tuy nhiên cách đối xử của Bảo Vinh lại cướp đi bản sắc và quyền tự chủ của Diệu Huy, dẫn đến những tổn thương. Xuân quang xạ tiết làm nổi bật vấn đề tình dục, mái ấm gia đình, quốc gia và những không gian sống khác nhau. Phim đi sâu vào việc các nhân vật chính với thân phận là người sống xa xứ sẽ giải quyết và thích nghi với vấn đề tình dục như thế nào.
Xuân quang xạ tiết còn cho thấy một bản sắc hoàn toàn có thể thay đổi theo hoàn cảnh. Sau khi chia tay, Diệu Huy quan hệ tình dục với một người lạ và nhận ra rằng chính mình còn giống Bảo Vinh hơn anh tưởng, rồi kết luận rằng những người cô đơn thì giống nhau. Việc Diệu Huy bắt đầu quan hệ tình dục ở nơi công cộng cho thấy ranh giới giữa cách thể hiện tình dục của anh và của Bảo Vinh (mà trước đây dường như tách biệt) đã biến mất. Trước kia, anh luôn định nghĩa bản dạng tình dục của mình hoàn toàn trái ngược với Bảo Vinh, cảm thấy không thoải mái với đề tài tình dục ở những nơi công cộng. Ngay cả lúc Bảo Vinh quay trở lại căn hộ mà Diệu Huy đã rời đi, anh cũng dọn dẹp lại theo cách giống với Diệu Huy. Điều đó chứng minh rằng "mỗi người đàn ông dường như đã nội tâm hóa người kia đến mức đổi chỗ với anh ta". Theo Chow, lời cầu xin "làm lại từ đầu" của Bảo Vinh có thể là một nỗ lực để lấy lại bản sắc quá khứ đang mong muốn. Qua lời kể của Christopher Doyle, diễn xuất tự châm biếm của Trương Quốc Vinh có thể được coi là lời giễu nhại những người đóng khung theo khuôn mẫu, tạo nên bản sắc queer của châu Á.
Việc di dời và đến sinh sống ở Argentina đã ảnh hưởng đến ý thức bản thân của các nhân vật. Diệu Huy khao khát được về Hồng Kông và cố gắng duy trì bản sắc ấy bằng cách làm việc ca đêm để phù hợp theo múi giờ Hồng Kông. Trần Kiếm Mai mô tả hành trình của Diệu Huy đến thác Iguazu là một "đường vòng tâm lý" giúp làm sáng tỏ bản sắc và đường đi của anh với vai trò là "người Hồng Kông lạc lối vào đầu thế kỷ". Khi đạt mục tiêu là được tiếp cận với "nơi tận cùng thế giới", giống như Trương ở Ushuaia và Diệu Huy ở thác Iguazu, họ đều có mong muốn được quay về nhà tựa như để củng cố bản sắc. Quyết định rời bỏ của Diệu Huy tượng trưng cho một khao khát giờ đây đã bứt phá. Theo Chung Chin-Yi, những cảm giác ghê sợ đồng tính tiềm ẩn hoặc lợi ích cá nhân xung đột có thể là một trong những nguyên nhân dẫn đến Diệu Huy và Bảo Vinh không thể yêu chính mình hoặc yêu nhau, khiến Xuân quang xạ tiết trở thành một đề tài đáng nghiên cứu về chủ nghĩa duy ngã và chủ nghĩa tự luyến hủy hoại. Mối quan hệ thoáng qua của Diệu Huy với cha anh (được thể hiện qua cuộc gọi điện thoại và bức thư) đặt ra những câu hỏi về lòng khoan dung trong chế độ gia trưởng. Ngoài chuyện xin lỗi vì ăn cắp tiền thì theo phân tích của Lim, cuộc trò chuyện còn có thể mang hàm ý liên quan đến chuyện yêu đồng tính của Diệu Huy.

### Bối cảnh chính trị
— Vương Gia Vệ
Xuân quang xạ tiết tái hiện chủ đề Anh Quốc chuyển giao Hồng Kông cho Trung Quốc bằng cách lấy bối cảnh ở Argentina rất xa so với Hồng Kông, cùng với nhan đề phụ tiếng Anh "A Story about Reunion" của phim mang hàm ý tương tự. Câu thoại đầu phim của Diệu Huy, "chúng ta lạc đường rồi", được cho là bàn về cảm giác khó xử chung khi phải đối mặt với thời điểm quan trọng đó. Việc hai nhân vật chính di dời sang Argentina thể hiện họ trốn tránh thực tế ở Hồng Kông lúc bấy giờ bằng cách chọn một nơi ở tạm thời sau khi "rời bỏ Hồng Kông". Diệu Huy và Bảo Vinh còn được nhìn nhận là hai nhân vật đại diện bị "lưu đày" cả về mặt chính trị lẫn tình cảm, và "mối quan hệ không thể có" của họ được ví như cơn khủng hoảng trong giai đoạn chuyển giao của Hồng Kông. Argentina giống như một hình ảnh ẩn dụ đặc biệt cho Hồng Kông. Vị trí địa lý cách nửa vòng Trái Đất giữa hai quốc gia làm nổi bật sự khác biệt giữa quê hương và nơi sống của những người xa xứ, đồng thời cho phép phim gián tiếp bàn về tình hình ở Hồng Kông. Các phân cảnh "phương Nam" trong Xuân quang xạ tiết phản ánh Hồng Kông sau thời kỳ thuộc địa và đóng vai trò là một nơi để cộng đồng người Hoa di cư.
Hình ảnh Hồng Kông được hiện lên một cách rời rạc trong Xuân quang xạ tiết nhằm nhấn mạnh sự xa cách quê hương, điển hình như cảnh hộ chiếu Hồng Kông dưới phông nền đỏ cho thấy vị thế chính trị đang suy yếu của Hồng Kông và gợi lên những chủ đề về sự di dời. Những cảnh quay thành phố lộn ngược thì khiến người xem cảm thấy lạ lẫm và mất phương hướng về thành phố, theo Guo là ngụ ý việc "cố tình nới lỏng cội nguồn" và từ bỏ bản sắc dân tộc của mình trước "thời khắc bước ngoặt sắp xảy ra." Chi tiết Bảo Vinh bị giấu hộ chiếu trở thành biểu tượng cho sự lưu vong vĩnh viễn, trong khi mối quan hệ căng thẳng của Diệu Huy với người cha lại tượng trưng cho hoàn cảnh bị chia rẽ khi đối diện với "mẫu quốc". Đường biên giới của thác ngăn giữa Brasil và Argentina không chỉ được dùng để tượng trưng cho Hồng Kông, mà còn mang tính ẩn dụ là vùng đất trung gian giữa Trung Quốc và Anh Quốc. Theo ý kiến của học giả Ruiyun Liao, bối cảnh đặt tại Buenos Aires rất xa với Hồng Kông của Xuân quang xạ tiết còn liên quan đến cuộc di cư lịch sử của người châu Á đến Argentina từ giữa và cuối thập niên 1990, tạo nên cộng đồng người Hoa di cư ở Buenos Aires. Vương Gia Vệ muốn chứng minh rằng đây là nơi tốt nhất để người Hồng Kông khám phá bản sắc của họ.
Trong phim, Diệu Huy luôn cố gắng thu hẹp khoảng cách về mặt tâm lý và tìm lại sự đồng điệu với nguồn gốc của mình bằng cách làm ca đêm ở Buenos Aires và nói "đã trở lại với giờ giấc Hồng Kông". Đoạn kết anh dừng chân ở Đài Bắc, biết tin về cái chết của Đặng Tiểu Bình và ghé thăm khu chợ mang tên một tỉnh của Trung Quốc cho thấy mối quan hệ đang thay đổi của Hồng Kông với Trung Quốc đại lục. Bên cạnh đó, sự xuất hiện của người Đài Loan tên Trương và tin tức về cái chết của Đặng Tiểu Bình tại Đài Bắc đại diện cho một "không gian thứ ba" làm gián đoạn câu chuyện giữa Hồng Kông và Trung Quốc. Việc kết thúc bộ phim ở Đài Bắc thay vì ở Hồng Kông có thể ngụ ý rằng Đài Loan là một "mái ấm" tốt hơn, hoặc là một địa điểm lý tưởng cho người dân Hồng Kông đến sinh sống thay vì thống nhất với Trung Quốc. Ngoài ra, đoạn kết còn đem lại cảm giác về điều gì đó sắp xảy ra nhưng không tiết lộ điều gì thực sự sẽ diễn ra, phản ánh tương lai bất định Hồng Kông vào thời điểm đó.

## Nhạc phim
Album nhạc phim chính thức của Xuân quang xạ tiết mang tên Happy Together (Original Motion Picture Soundtrack) được phát hành và tái bản nhiều lần kể từ năm 1997. Bộ phim cho thấy Vương Gia Vệ đã thay đổi trong việc lựa chọn âm nhạc chủ đề. Trước đây, anh thường dùng các bài hát nổi tiếng của Mỹ và Anh thì lần này, anh thử nghiệm với những nghệ sĩ quốc tế ít tên tuổi hơn. Nhạc phim Xuân quang xạ tiết bao gồm các sáng tác của nhà soạn nhạc tango người Argentina Astor Piazzolla và nhạc sĩ người Brasil Caetano Veloso, cả hai đều tương đối xa lạ với khán giả toàn cầu vào thời điểm đó. Phim cũng lồng ghép các bản nhạc của nghệ sĩ experimental rock người Mỹ Frank Zappa và một bản cover ca khúc "Happy Together" (1967) của ban nhạc rock The Turtles do nhà soạn nhạc của phim là Chung Định Nhất (鍾定一; Danny Chung) thể hiện. Vương Gia Vệ muốn dùng cả bản cover "Happy Together" do chính Zappa trình bày nhưng không thương lượng được bản quyền.
Theo học giả Erik Kersting, âm nhạc trong Xuân quang xạ tiết chủ yếu đóng vai trò mở rộng tính chủ quan của các nhân vật đồng tính nam, phản ánh trạng thái cảm xúc và mối tình hợp tan nhiều lần của họ, khác so với việc chỉ dùng để xây dựng mối tình như trong phim Trùng Khánh sâm lâm trước đó của Vương Gia Vệ. Bối cảnh xuyên quốc gia của bộ phim ở Argentina phản ánh việc lựa chọn âm nhạc, tuy vẫn sử dụng một số bản nhạc Mỹ nhưng đã giảm phần lớn âm hưởng văn hóa phương Tây. Phần lớn âm nhạc trong Xuân quang xạ tiết được sử dụng phi nội tại (non-diegetic), đóng vai trò biểu hiện tâm trạng hoặc suy nghĩ của các nhân vật hơn là không gian đất diễn của họ. Vương Gia Vệ cho biết việc lựa chọn âm nhạc cho Xuân quang xạ tiết không chỉ đơn thuần là chèn nhạc phim mà còn đóng vai trò làm hiệu ứng âm thanh, chẳng hạn như âm thanh của thành phố. Anh chia sẻ rằng những bản nhạc tango trong phim giúp kết nối hai nhân vật chính và nhấn mạnh: "Nhịp độ âm nhạc đôi khi còn quan trọng hơn cả bản nhạc."
Giai điệu u sầu "Cucurrucú Paloma" của Veloso xuất hiện ở cảnh thác Iguazu sau cuộc chia tay ban đầu của Lê Diệu Huy và Hà Bảo Vinh, nhằm thể hiện nỗi buồn của Diệu Huy và tâm tư liên tưởng thác nước của anh với Bảo Vinh. Bản nhạc phim lặp lại "Chunga's Revenge" của Zappa đóng vai trò làm mô-típ phản ánh mối tình phức tạp giữa Diệu Huy và Bảo Vinh như tính cách trái ngược nhau, cùng với nỗi khao khát riêng của Diệu Huy. Bản tango của Piazzolla, "Finale (Tango Apasionado)", là một điểm nhấn cảm xúc của Xuân quang xạ tiết, xuất hiện trong cả những khoảnh khắc thân mật (như điệu nhảy trong bếp) và lúc cặp đôi chính thức chia tay (Bảo Vinh suy sụp sau khi biết Diệu Huy đã thực sự rời Buenos Aires và cảnh quay chuyển sang Diệu Huy một mình thăm thác Iguazu). Bộ phim kết thúc bằng những cảnh quay tại Đài Bắc kèm với đó là bản cover "Happy Together" của Chung Định Nhất được phát. Vương Gia Vệ cho biết cái kết này không nhằm mục đích mỉa mai mà là để cho thấy Diệu Huy đã bình yên với chính mình và cởi mở với những khả năng trong tương lai. Chính vì vậy, việc chọn lựa "Happy Together" là để lột tả cảm xúc của Diệu Huy lúc đó.
| - Happy Together (Original Motion Picture Soundtrack) – 1997 1. "Waterfall (Cucurrucucu Paloma)" 2. "Bar Sur I (Live Recording 18/9/96)" 3. "Chunga's Revenge" 4. "Bar Sur II (Live Recording 18/9/96)" 5. "Prologue (Tango Apasionado)" 6. "3 Amigos ('Take One' NG) / 3 Amigos ('Take Two' OK) (Live Recording 18/9/96)" 7. "3 Amigos III (Live Recording 18/9/96)" 8. "Milonga for Three" 9. "I Have Been in You" 10. "Finale (Tango Apasionado)" 11. "Happy Together" 12. "Goal" 13. "Happy Together's Trailer (Cannes Version)" | - Happy Together (Original Motion Picture Soundtrack) – Tái bản 1. "Waterfall (Cucurrucucu Paloma)" 2. "Bar Sur I (Live Recording 18/9/96)" 3. "Chunga's Revenge" 4. "Bar Sur II (Live Recording 18/9/96)" 5. "Prologue (Tango Apasionado)" 6. "3 Amigos III (Live Recording 18/9/96)" 7. "Milonga for Three" 8. "I Have Been in You" 9. "Finale (Tango Apasionado)" 10. "Happy Together" 11. "Live Recording 18/9/96" |

## Phát hành
Ngày 17 tháng 5 năm 1997, Xuân quang xạ tiết được công chiếu lần đầu tại Liên hoan phim Cannes 1997. Phim tiếp tục được công chiếu ở Liên hoan phim quốc tế Toronto, Liên hoan phim New York và Liên hoan phim Luân Đôn BFI lần lượt vào các ngày 4 tháng 9, 10 tháng 10 và 8 tháng 11 năm 1997. Art Beatus Gallery là nhà tài trợ cho phim tại buổi công chiếu ở Liên hoan phim quốc tế Vancouver ngày 8 tháng 10 năm 1997. Xuân quang xạ tiết được phát hành thương mại tại các rạp chiếu phim ở Hoa Kỳ từ ngày 12 tháng 10 năm 1997 và mang về doanh thu 320.319 đô la Mỹ tại phòng vé quốc gia này. Ngày 30 tháng 5 năm 1997, phim được phát hành tại các rạp chiếu phim ở Hồng Kông và mang về doanh thu 8,6 triệu đô la Hồng Kông.
Do quy định kiểm duyệt ở các quốc gia nên một số phân cảnh, nhất là cảnh quan hệ tình dục đầu phim, bị lược bỏ. Áp phích phim chính thức đan chéo chân cũng chịu kiểm duyệt tương tự ở Hồng Kông. Xuân quang xạ tiết từng bị cấm nhập khẩu tại Hàn Quốc vào tháng 7 năm 1997, khiến cho công ty đầu tư và quảng bá phim Samsung Visual Arts thiệt hại 1 triệu đô la Mỹ. Lệnh cấm sau này đã được dỡ bỏ và phim chính thức ra rạp tại nước này vào ngày 22 tháng 8 năm 1998, thu hút hơn 117.000 khán giả. Xuân quang xạ tiết mang về hơn 1 triệu đô la Mỹ doanh thu tại Hàn Quốc tính trên tổng toàn bộ các đợt phát hành đến năm 2023.
Tháng 5 năm 1997, Christopher Doyle xuất bản tập nhật ký ảnh mang tên Don't Try for Me Argentina, trong đó ghi lại hậu trường thực hiện Xuân quang xạ tiết. Phiên bản tại Nhật Bản có ảnh bìa và tên gọi khác là Buenos Aires Flight Journal (ブエノスアイレス飛行記) được phát hành vào tháng 9 năm 1997. Quyển sách ảnh chính thức của Xuân quang xạ tiết cũng được xuất bản trong năm 1997 với số lượng in giới hạn. Bên trong có kèm theo tấm ảnh thẻ, bản đồ mà hai nhân vật chính sử dụng, thư giấy, bút và bao cao su. Năm 1999, bộ phim tài liệu về quá trình thực hiện của phim, Buenos Aires Zero Degree: The Making of Happy Together, được phát hành trong đó có chứa các phân cảnh mà bản phim chính thức đã loại bỏ. Phim tài liệu được trình làng tại Liên hoan phim quốc tế Berlin lần thứ 50 vào đầu năm 2000. Tháng 7 năm 2003, phiên bản DVD của Buenos Aires Zero Degree được phát hành.
Ngày 26 tháng 5 năm 2006, một bộ boxset Xuân quang xạ tiết phiên bản cải thiện chất lượng giới hạn được phát hành nhằm kỷ niệm 10 năm phim giành giải tại Cannes. Các vật phẩm đi kèm gồm có hai đĩa phim DVD và hậu trường, một đĩa CD nhạc phim gốc, áp phích gốc, áp phích kỷ niệm 10 năm (cùng một bộ áp phích cuộn riêng), bộ bưu thiếp hậu trường, một chiếc quần lót, một chiếc đèn lồng xoay hình thác Iguazu và giấy chứng nhận có số sê-ri. Kino International chính thức phát hành phim ở định dạng Blu-ray từ ngày 8 tháng 6 năm 2010. Năm 2021, Xuân quang xạ tiết được phục chế thành định dạng độ phân giải 4K và phát hành tại rạp chiếu phim ở các quốc gia như Hàn Quốc, Hồng Kông, Đài Loan và Argentina. Một cuộc triển lãm liên quan đến phim được tổ chức tại Hồng Kông và phiên bản 4K của phim được công chiếu tại Liên hoan phim độc lập quốc tế Buenos Aires 2022.

## Đón nhận

### Đánh giá chuyên môn
Giới phê bình điện ảnh để lại nhiều đánh giá tích cực cho Xuân quang xạ tiết. Họ đặc biệt khen ngợi kỹ thuật quay phim của Christopher Doyle, vai trò đạo diễn của Vương Gia Vệ, diễn xuất của hai diễn viên đóng chính và yếu tố diễn biến cảm xúc đầy ảnh hưởng của phim. Một số nhà phê bình đánh giá Xuân quang xạ tiết là một trong những tác phẩm hay nhất và quan trọng nhất của Vương Gia Vệ. Trên hệ thống tổng hợp kết quả đánh giá Rotten Tomatoes, Xuân quang xạ tiết nhận 84% lượng đồng thuận dựa trên 45 bài đánh giá. Các chuyên gia của trang web nhất trí rằng: "Phong cách mạnh mẽ của Xuân quang xạ tiết làm nổi bật câu chuyện tình yêu đời thường của nó, ngay cả khi nội dung có phần lê thê." Metacritic chấm cho phim số điểm 70 trên 100 dựa trên ý kiến từ 17 nhà phê bình, cho thấy các đánh giá "nhìn chung là tích cực".
Nhiều nhà phê bình ca ngợi kỹ thuật quay phim của Doyle đã mang đến vẻ đẹp hình ảnh độc đáo cho Xuân quang xạ tiết, chẳng hạn Stephen Holden của The New York Times khen ngợi "ánh sáng lung linh màu kẹo ngọt", "cảm giác dồn dập đến nghẹt thở qua các giác quan", "những thước phim tuyệt đẹp nhuốm màu xanh lam" của thác Iguazu và đánh giá đoàn làm phim đã sử dụng hiệu quả tính tương phản giữa các tông đen trắng và màu sắc để phản ánh các trạng thái cảm xúc khác nhau. Derek Elley của Variety ví Doyle là "ngôi sao thực sự của bộ phim" vì đã giữ chân khán giả bằng "những hình ảnh nhiễu hạt, có độ tương phản cao". Kevin Thomas của Los Angeles Times mô tả hình ảnh phim "gai góc như phác họa bằng than chì", phản ánh phong cách rời rạc của bộ phim và mối quan hệ giữa các nhân vật. Martin Hoyle của Financial Times nhận thấy nhà quay phim đã làm nên vẻ đẹp cho Xuân quang xạ tiết bằng cách nắm bắt cảm xúc mất phương hướng và cô đơn của các nhân vật.
Tài chỉ đạo của Vương Gia Vệ trong Xuân quang xạ tiết cũng nhận được nhiều lời khen. Hà Tư Dĩnh của Tinh Đảo nhật báo cảm thấy tài năng xây dựng những câu chuyện cảm xúc lay động lòng người của Vương Gia Vệ đã đạt đến một tầm cao mới. Edward Guthmann của San Francisco Chronicle tán dương cách tiếp cận phóng khoáng, bay bổng và độc đáo của Vương Gia Vệ, khẳng định phong cách quay ngẫu hứng và cấu trúc cốt truyện phi tuyến tính đã nắm bắt hoàn hảo cuộc sống xáo trộn của các nhân vật. Richard Williams từ tờ The Guardian ca ngợi Xuân quang xạ tiết là tác phẩm điện ảnh sâu sắc và giàu tính triết lý nhất của Vương Gia Vệ, với hình ảnh được cân bằng một cách thích hợp với các yếu tố khác. Geoff Brown của The Times tán dương bộ phim đem đến "mức độ ấm áp mới" với sự khám phá "đầy chất thơ" của Vương Gia Vệ về nỗi khao khát và sự thuộc về. G. Allen Johnson của San Francisco Examiner khẳng định Xuân quang xạ tiết là "tác phẩm điện ảnh hoàn thiện nhất" của Vương Gia Vệ khi mang đến phong cách dựng phim được dẫn dắt bởi cảm xúc.
Diễn xuất của cặp đôi Lương Triều Vỹ và Trương Quốc Vinh trong Xuân quang xạ tiết nhận được nhiều lời hoan nghênh. Họ lột tả chân thực mối quan hệ đau khổ đang dần xa cách (theo Kevin Thomas) và "cuộc chiến giằng co trong tình yêu" nồng cháy của hai nhân vật chính (theo Hà Tư Dĩnh). Russell Smith của The Austin Chronicle nhấn mạnh diễn xuất "dũng cảm và mãnh liệt" của hai nam diễn viên chính. Nhà phê bình điện ảnh Hoa ngữ Shelly Kraicer đánh giá diễn xuất của Lương Triều Vỹ là "đỉnh cao trong sự nghiệp". Anh cũng ca ngợi vai diễn của Trương Quốc Vinh và khen Trương Chấn đã "hiện diện ngọt ngào, dễ chịu" trong phim. Hà Tư Dĩnh miêu tả màn xuất hiện của Trương Chấn là "thần lai chi bút" (神來之筆), còn Derek Elley và Ron Weiskind của Pittsburgh Post-Gazette thì gọi anh là một "luồng gió mới". Sức ảnh hưởng về mặt cảm xúc của Xuân quang xạ tiết cũng được nhiều cây viết ghi nhận. Stephen Holden cho biết tâm trạng bi kịch ngày càng sâu sắc của phim đã thể hiện "tinh thần bất định, sẵn sàng đón nhận mọi thứ của tuổi trẻ cùng một nỗi buồn thấm thía", trong khi Richard Corliss của Time thì nhận xét Xuân quang xạ tiết là một "câu chuyện tình yêu gợi cảm, gai góc."
Tuy nhiên, một số nhà phê bình đã để lại những đánh giá trái chiều, chủ yếu là do phong cách tường thuật của Vương Gia Vệ đã lấn át nội dung hoặc khiến cho tình tiết trong Xuân quang xạ tiết trở nên rời rạc kéo dài. Jonathan Rosenbaum của Chicago Reader mô tả phong cách của Xuân quang xạ tiết là "đi tìm nội dung" và chỉ trích cách thức tường thuật của đạo diễn đã "teo tóp thành một đống hổ lốn gồm các phân cảnh riêng lẻ". Ian Freer của Empire tuy cảm nhận phim có hình ảnh đẹp nhưng cho rằng "sự thiếu vắng bất kỳ cú tác động cảm xúc thực sự nào" cùng "cốt truyện thất thường" khiến khán giả khó đồng cảm. Charles Taylor từ Salon.com cảm thấy Xuân quang xạ tiết "gây chán nản" với hình ảnh "nặng nề" và chỉ trích hai nhân vật chính hoàn toàn thiếu "chemistry" lãng mạn. Đăng Đồ từ Hong Kong Economic Times cho rằng cách miêu tả động lực yêu–ghét là gượng gạo và các chủ đề cảm xúc vẫn chưa được phát triển đầy đủ. Trong khi Ron Weiskind nhận thấy Xuân quang xạ tiết thú vị về mặt phong cách, nhà báo đánh giá những "thủ thuật màu mè" là không thỏa mãn, chỉ để lại cho khán giả sự thương hại hơn là đồng cảm.

### Giải thưởng
Tại Liên hoan phim Cannes 1997, Vương Gia Vệ trở thành đạo diễn người Hồng Kông đầu tiên nhận giải Đạo diễn xuất sắc nhất với Xuân quang xạ tiết.
| Lễ trao giải                                        | Hạng mục                                        | Người nhận                       | Kết quả   | Ct.             |
| --------------------------------------------------- | ----------------------------------------------- | -------------------------------- | --------- | --------------- |
| Liên hoan phim Cannes 1997                          | Đạo diễn xuất sắc nhất                          | Vương Gia Vệ                     | Đoạt giải | [ 149 ]         |
| Liên hoan phim Cannes 1997                          | Cành cọ Vàng                                    | Xuân quang xạ tiết               | Đề cử     | [ 149 ]         |
| Liên hoan phim quốc tế Arizona lần thứ 7            | Phim ngoại ngữ nổi tiếng nhất                   | Xuân quang xạ tiết               | Đoạt giải | [ 211 ]         |
| Giải Kim Tử Kinh năm 1998                           | Nam diễn viên xuất sắc nhất                     | Lương Triều Vỹ                   | Đoạt giải | [ 212 ]         |
| Giải Kim Tử Kinh năm 1998                           | Quay phim xuất sắc nhất                         | Christopher Doyle                | Đoạt giải | [ 212 ]         |
| Giải Kim Tử Kinh năm 1998                           | Top 10 phim Trung Quốc hay nhất                 | Xuân quang xạ tiết               | Đoạt giải | [ 212 ]         |
| Giải Kim Mã lần thứ 34                              | Đạo diễn xuất sắc nhất                          | Vương Gia Vệ                     | Đề cử     | [ 213 ]         |
| Giải Kim Mã lần thứ 34                              | Nam diễn viên xuất sắc nhất                     | Trương Quốc Vinh                 | Đề cử     | [ 213 ]         |
| Giải Kim Mã lần thứ 34                              | Quay phim xuất sắc nhất                         | Christopher Doyle                | Đoạt giải | [ 213 ]         |
| Giải thưởng Điện ảnh Hồng Kông lần thứ 17           | Phim hay nhất                                   | Xuân quang xạ tiết               | Đề cử     | [ 214 ]         |
| Giải thưởng Điện ảnh Hồng Kông lần thứ 17           | Đạo diễn xuất sắc nhất                          | Vương Gia Vệ                     | Đề cử     | [ 214 ]         |
| Giải thưởng Điện ảnh Hồng Kông lần thứ 17           | Nam diễn viên chính xuất sắc nhất               | Lương Triều Vỹ                   | Đoạt giải | [ 214 ]         |
| Giải thưởng Điện ảnh Hồng Kông lần thứ 17           | Nam diễn viên chính xuất sắc nhất               | Trương Quốc Vinh                 | Đề cử     | [ 214 ]         |
| Giải thưởng Điện ảnh Hồng Kông lần thứ 17           | Nam diễn viên phụ xuất sắc nhất                 | Trương Chấn                      | Đề cử     | [ 214 ]         |
| Giải thưởng Điện ảnh Hồng Kông lần thứ 17           | Chỉ đạo nghệ thuật xuất sắc nhất                | Trương Thúc Bình                 | Đề cử     | [ 214 ]         |
| Giải thưởng Điện ảnh Hồng Kông lần thứ 17           | Quay phim xuất sắc nhất                         | Christopher Doyle                | Đề cử     | [ 214 ]         |
| Giải thưởng Điện ảnh Hồng Kông lần thứ 17           | Thiết kế trang phục và trang điểm xuất sắc nhất | Trương Thúc Bình                 | Đề cử     | [ 214 ]         |
| Giải thưởng Điện ảnh Hồng Kông lần thứ 17           | Dựng phim xuất sắc nhất                         | Trương Thúc Bình, Hoàng Minh Lâm | Đề cử     | [ 214 ]         |
| Giải Hiệp hội phê bình điện ảnh Hồng Kông lần thứ 4 | Phim có giá trị                                 | Xuân quang xạ tiết               | Đoạt giải | [ 215 ]         |
| Giải Tinh thần độc lập lần thứ 13                   | Phim ngoại ngữ hay nhất                         | Xuân quang xạ tiết               | Đề cử     | [ 216 ] [ 217 ] |

## Di sản

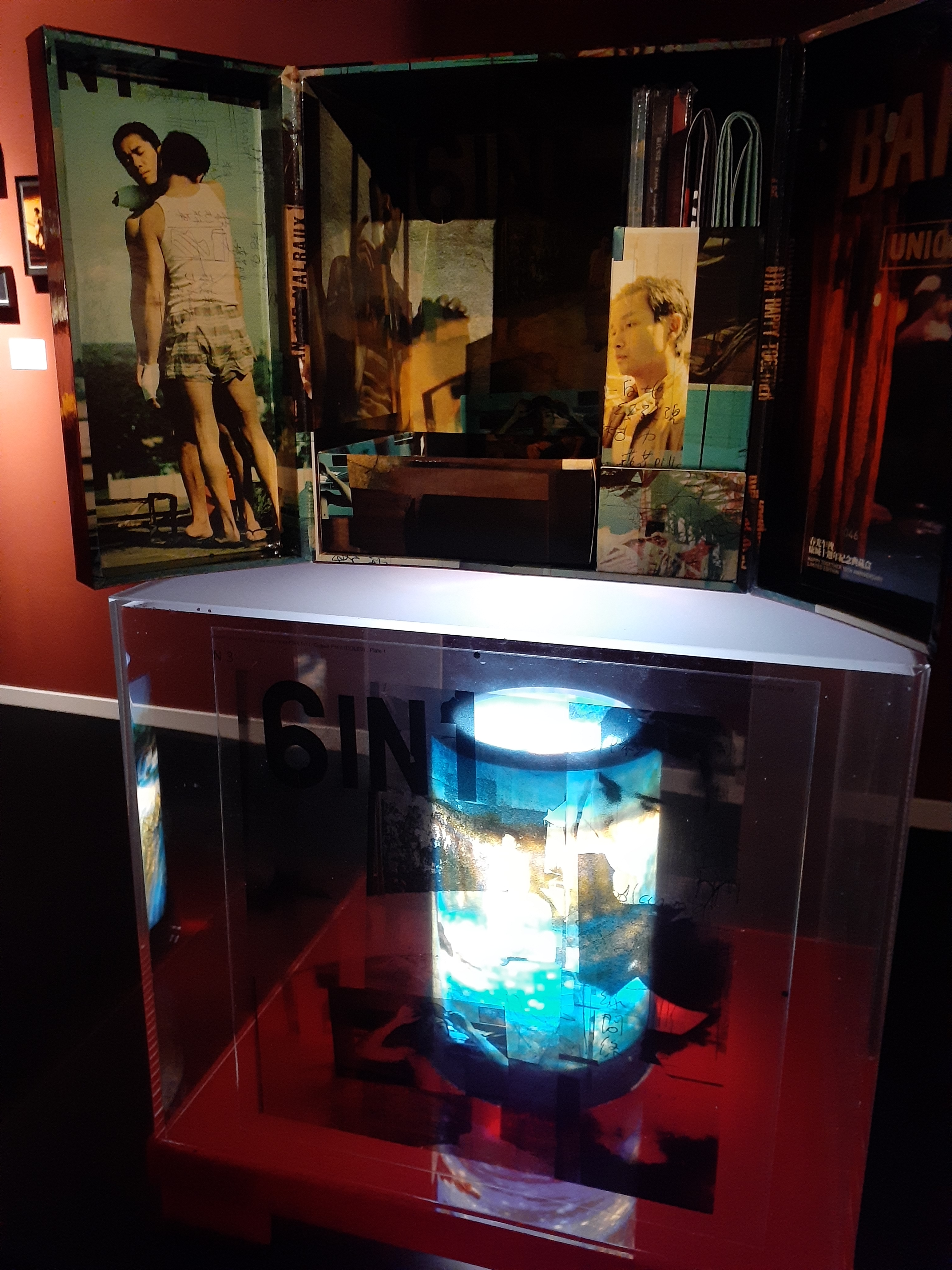
Chiếc chụp đèn trong Xuân quang xạ tiết được trưng bày tại Sotheby's năm 2021.

Giới chuyên môn về sau gọi Xuân quang xạ tiết là một tác phẩm điện ảnh kinh điển và đưa bộ phim vào danh sách hay nhất mọi thời đại. Xuân quang xạ tiết được xem là phim điện ảnh Hồng Kông đầu tiên không bệnh lý hóa hay biếm họa các nhân vật chính đồng tính mà coi họ là những nhân vật toàn diện, xứng đáng được quan tâm và đồng cảm. Biểu tượng đồng tính trong phim lẫn hình tượng công chúng của Trương Quốc Vinh được xem là có vai trò trong việc diễn đạt bản sắc queer châu Á mới nổi từ cuối thập niên 1990. Xuân quang xạ tiết còn là một phương tiện kết nối cộng đồng queer thông qua những buổi công chiếu, biến không gian xem phim thành nơi để thuộc về và thúc đẩy một "cộng đồng di động" cho khán giả queer châu Á di cư. Tác phẩm có sức ảnh hưởng đến những bộ phim queer khác, chẳng hạn như Moonlight (2016) và Cái tên khắc sâu trong tim người (2020), nhờ vào những điểm giống về mô-típ.
Phong cách lồng ghép nhạc phim trong Xuân quang xạ tiết được Vương Gia Vệ tiếp tục áp dụng các bộ phim sau này của anh như Tâm trạng khi yêu (2000) và 2046 (2004). Kể từ khi công chiếu, chiếc chụp đèn trong phim rất được giới trẻ săn đón tại Argentina. Dòng nhạc tango trở nên phổ biến ở Hồng Kông nhờ vào việc Vương Gia Vệ sử dụng các sáng tác của Astor Piazzolla trong Xuân quang xạ tiết. Cũng nhờ sức hút của phim kèm theo việc Vương Gia Vệ thừa nhận anh chịu ảnh hưởng từ Manuel Puig mà các tác phẩm của cố nhà văn, đặc biệt là tiểu thuyết The Buenos Aires Affair, nhận được nhiều sự quan tâm tại các quốc gia nói tiếng Trung mặc dù bản dịch còn hạn chế. Xuân quang xạ tiết được hồi sinh vào những năm 2020 là minh chứng cho sức hấp dẫn xuyên quốc gia lâu dài của phim, cộng thêm một phần là do hậu quả của các cuộc biểu tình tại Hồng Kông 2019–20.
Sau khi Trương Quốc Vinh qua đời, Xuân quang xạ tiết thường được tái phát hành và công chiếu tại Hàn Quốc nhằm kỷ niệm ngày mất của anh qua các năm. Tháng 4 năm 2011, sách ảnh kèm nhật ký thực hiện Xuân quang xạ tiết của Doyle được tạp chí City Entertainment Magazine (电影双周刊) tái bản, với 20% kinh phí được chuyển cho Quỹ ung thư trẻ em Hồng Kông (CCF Hong Kong). Nhằm tri ân cho bộ phim, Lương Triều Vỹ từng tái hiện cảnh khóc vào máy ghi âm cho video quảng bá Giải thưởng Điện ảnh Hồng Kông lần thứ 42. Tháng 10 năm 2021, hãng bán đấu giá Sotheby's tổ chức sự kiện kỷ niệm 30 năm thành lập công ty Jet Tone Films của Vương Gia Vệ, trong đó trưng bày các vật phẩm kỷ niệm của Xuân quang xạ tiết. Chiếc áo khoác da màu vàng mà Trương Quốc Vinh từng mặc với tên gọi Heartbreak Tango – Yellow Jacket (伤心探戈 – 黄皮衣) được coi là biểu tượng của bộ phim và là địa vị huyền thoại của anh trong nền điện ảnh châu Á. Vương Gia Vệ quyết định đấu giá trang phục này, phát hành phim ngắn liên quan nhằm tôn vinh cố tài tử và di sản của Xuân quang xạ tiết.